# ساموئل پیزتی
ساموئل پیزتی (به انگلیسی: Samuel Pizzetti) (زادهٔ ۱۶ اکتبر ۱۹۸۶) شناگر اهل ایتالیا است.